# Domestik (Radsport)

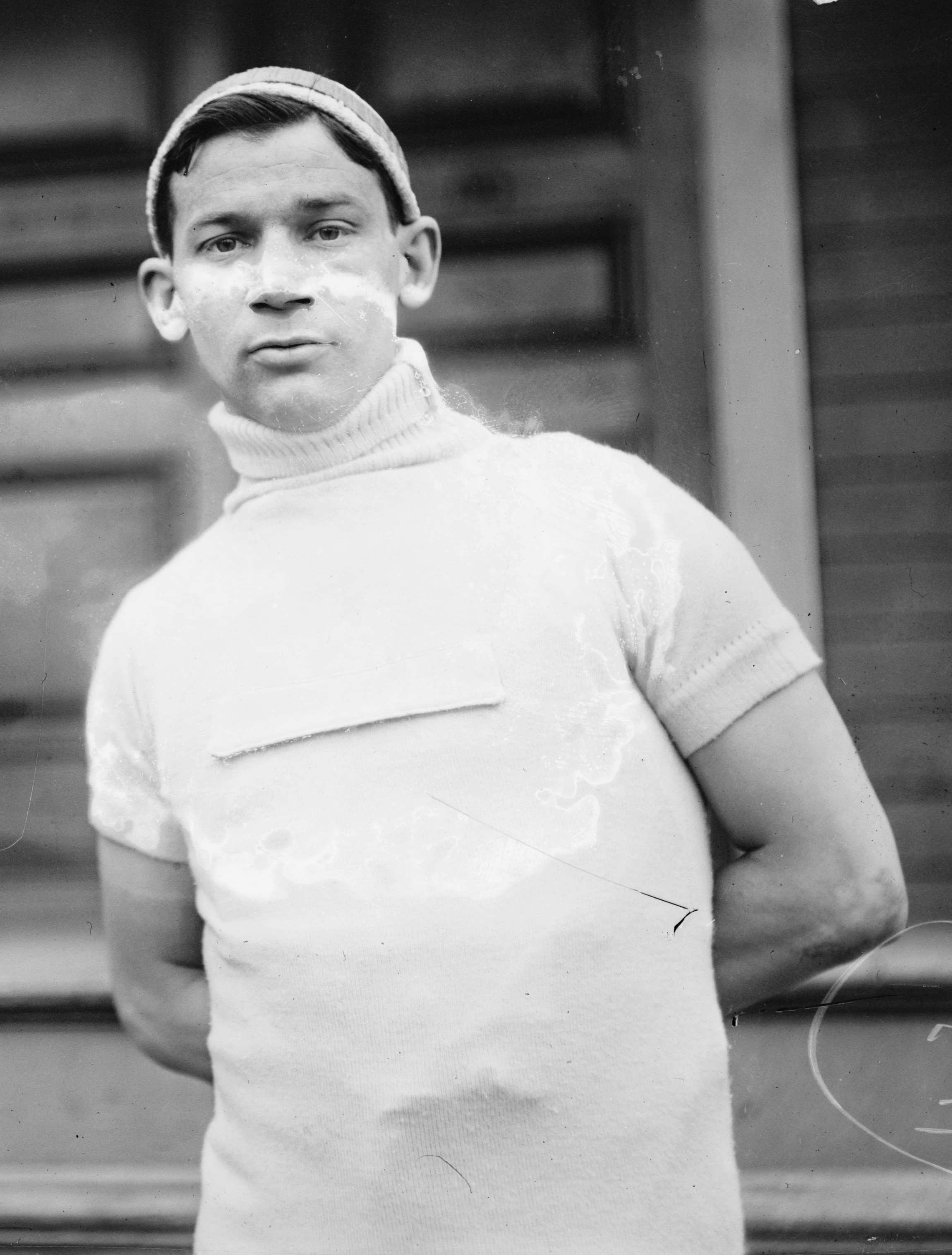
Maurice Brocco, der erste „Domestik“ im Radsport

Domestik (oder Gregario, Helfer, Knecht, Wasserträger bzw. Mannschaftsfahrer) bezeichnet im Straßenradsport einen Rennfahrer, dessen vorrangige Aufgabe es ist, seinen Mannschaftskapitän und das Team zu unterstützen.
Der Begriff Domestik stammt aus dem Französischen, wo domestique einen Dienstboten bezeichnet.
Im Radsport wurde die Bezeichnung vom Begründer der Tour de France, Henri Desgrange, geprägt. Gemünzt war er auf den Rennfahrer Maurice Brocco während der Tour de France 1911, der als der erste Domestik im Radsport gilt. Als Brocco klar wurde, dass er die Gesamtwertung der Tour nicht für sich entscheiden konnte, bot er dem Tour-de-France-Sieger von 1909, François Faber, seine Dienste als Schrittmacher an, vermutlich gegen Bezahlung. Als Desgrange dies bemerkte, disqualifizierte er Brocco, denn er war der Meinung, dass die Tour der Kampf eines jeden Einzelnen sein sollte; es gab damals noch keine Mannschaften. Desgrange kritisierte Broccos Verhalten in der Zeitschrift L’Auto, die die Tour organisierte und deren Chefredakteur er war, mit den Worten: „Er ist unwürdig. Er ist bloß ein Domestik.“ So etablierte sich die Bezeichnung „Domestik“ für Radrennfahrer, die für den Sieg eines anderen fahren, was allerdings heute nicht verpönt, sondern gängige Praxis ist. In der Radsporthistorie wird Jean Dargassies als der erste faktische Domestik beschrieben, der seine Dienste als Helfer für einen anderen Fahrer bei der Tour de France 1907 auf der Basis eines Vertrages verrichtete.
Heute konzentrieren sich Domestiken in ihrem Team darauf, den jeweiligen Kapitän der Mannschaft zu unterstützen. Sie schaffen für ihn Getränke heran, bieten ihm Windschatten, führen ihn nach einer Panne wieder an das Feld heran und überwachen seine wichtigsten Gegner. Als Helfer in einem Team sind sie unentbehrlich, denn sie schaffen erst die Voraussetzungen für Siege des Kapitäns und des Teams. Zudem gibt es sogenannte „Edel-Domestiken“ oder „Edelhelfer“: nicht gut genug, um wirklich vorne mitzumischen, aber auch zu erfolgreich, um nur Helfer-Dienste zu verrichten. Diese „dürfen“ auch mal mit Unterstützung ihres Kapitäns kleinere Rennen oder Etappen gewinnen.